# Борис I
Борис I (негде и Богорис), поштован као Свети Борис I (Михаил) Крститељ (буг. Борис I / Борис-Михаил; умро 2. маја 907), био је владар (кнез) Првог бугарског царства 852—889.
Упркос низу војних неуспеха, владавина Бориса I обележена је значајним догађајима који су обликовали бугарску и европску историју. Христијанизацијом Бугарске 864. године паганство је укинуто. Као вешт дипломата, Борис успешно је искористио сукоб између Цариградске патријаршије и папства да обезбеди аутокефалну бугарску цркву, решавајући тако забринутост племства због мешања Византије у унутрашње ствари Бугарске.
Када су 885. године ученици светих Ћирила и Методија прогнани из Велике Моравске, Борис I им је дао уточиште и пружио помоћ која је спасла глагољицу и касније подстакла развој ћирилице у Преславу и словенске књижевности. Након што је абдицирао 889. године, његов најстарији син и наследник покушао је да обнови стару паганску веру, али га је Борис I збацио. На Преславском сабору који је уследио после тог догађаја, византијско свештенство је замењено бугарским, а грчки језик замењен оно што је данас познато као староцрквенословенски.
Сматра се светитељем у православној цркви, кнезом и крститељем Бугарске и равноапостолним, са његовим празником 2. маја и у Сабору свих преподобних и светих отаца Бугарске (покрет. празник у недељу 2. по Духовима).

## Име и титуле
Борис је 864. прихватио хришћанство и на свом крштењу је као врховни хришћански чин узео име свог кума, византијског цара Михаила III, па се понекад у историјским истраживањима назива и Борис-Михаило.
Једини директни запис Борисове титуле се може наћи у Балшинском запису који је написан код данашњег албанског села Балши. Тамо је назван архонт Бугарске што се обично преводи са цар, а у 10. веку је назван кназем. Из бугарским записима Борис је обично називан књазем („кънѧѕь”), а током трајања Другог бугарског царства — цар. Према другим теоријама Борис је имао следеће титуле: кан, цар или књаз. Мада друга теорија негира да је имао титулу кан, јер се титула кан није употребљавала још од кана Аспаруха.

## Криза у средњој Европи
Од почетка 9. века почело је у Европи да се осећа ривалство између Католичке цркве у Риму и Православне цркве у Константинопољу. Када се Карло Велики прогласио за цара Франачког царства папа је одмах прекинуо све политичке односе са Византијом и због тога је био подржан од стране Франака. После Верденског споразума 843. године, Источна Франачка (касније Немачка) је почела да води агресивнију политику у Европи. Почели су да шире своју државу ка истоку међу Словене, а папа их је збого овога подржао, јер је међу Словене видео нове католичке поданике. Као одговор на ова освајања Мојмир I је ујединио све словенске кнезове и оформио Великоморавску кнежевину. Његов наследник Ратислав се борио против Немаца. Обе државе су покушавале да имају добре односе са Бугарском због њене велике војне надмоћи.

## Војни походи
Борис је био син и наследник Пресијана. Године 852. шаље дипломате у Источној Франачкој како би потврдио мир из 845. године. Када је наследио свог оца имао је велику војску и силу да нападне Византију, али није напао. Због тога му Византијци дају малу регију на југоистоку звану Странџа. Мир није потписан, и ако су обе стране привремено промениле своје делегације. Године 854. моравски кнез Ратислав му помаже у борби против Источне Франачке. Према неким изворима неки франачки феудалци су нахушкали Бориса да нападне Лудвига I. Бугарско-словенска кампања је била катастрофа и Лудвиг је брзо поразио бугарску војску и напао саму Бугарску. У исто време Хрвати почињу рат са Бугарском и нападају је. Према неким изворима сматра се да је Лудвиг платио Хрватима да нападну Бугарску, како би они замајавали Бориса, док се усредсреде на Велику Моравску. Пошто Борис није имао никаквог успеха, обе стране су потписале мир и повукле преостале војске. Због војних акција и мира који су потписали Борис и Лудвиг, Ратислав је морао да се бори против Франака сам. Сукоб са Византијом започео је 855—866, а Пловдив и неке тврђаве на Црном мору заузео је Михаило III.
После смрти Властимира око 850. године, његови синови су поделили српске земље. Борис одлучује да нападне српске земље. Циљао је да смањи утицај Византије на ове мале српске земље. Кампања је неуспела, јер су Срби заробили његовог сина Владимира и дванаест великих бољара. Борис се нагодио са Србима и даровао их је, да би они ослободили његовог сина.
И поред свих ратних неуспеха Борис је ипак сачувао своје царство.

## Крштење
Из непознатих разлога Борис је био заинтересован за хришћанство. Године 863. је хтео да од Лудвига прими групу свештеника и да се покрсте. Међутим, касније те године Византија је напала Бугарску током временских непогода и тада је Борис прихватио да се покрсти по Византијским обичајима и да да Тракију (то је у ствари Загора коју је Борис повратио исте године). Почетком 864. године Борис се тајно крстио у Плиски заједно са својом породицом и део племића. Цар Михаило III му је био кум, а он је узео име Михаило. Међутим у Балшинском запису пише: "... крштен је арконт Бугарски Борис, назван је Михаило, јер је народу дао Бог, година:6374 (866.) (лат. evaftiste o arhon Bulgarias Boris o metonomastheis Mihail sin to ek Theu dhedhomeno av to ethnei tous s t o d). После његовог крштења његовим стопама су кренули и други бугарски племићи, а после њих и остатак народа.
Међутим, нису сви подржавали ширење хришћанства у Бугарској, па су се неколико угледних бољара побунила против Михаила. Михаило је сурово угушио побуну и убио 55 бољара заједно са њиховим породицама.

## Бугарска црква
У исто време када је био крштен, Борис (сада Михаило) тражио је начин да стекне аутокефалност од константинопољског патријарха Фотија. Патријарх Фотије је био огорчен на Бориса, па је Борис хтео више репутације код папе. Борис је послао дипломате код Папе Николе I 866. Са дугом листом о томе како водити једну цркву. Добио је 106 одговора о томе како водити религију, политику, обичајима и закону. Папа је неко време затворио око контроверзног питања о аутокефалности Бугарске и послао је мисионаре да крсте Бугаре по западним обичајима. Ово је изнервирало Фотија и он је написао дугу литургију 867. о томе како се одбацују сва крштења која обаве западни мисионари.